# Sociedade Internacional Joseph Schumpeter
A Sociedade Internacional Joseph A. Schumpeter (ISS), é uma associação de economistas que visa promover a investigação no espírito de Joseph Schumpeter.
Fundada na Alemanha em 1986, a conferência de fundação da Sociedade foi dedicada à economia evolucionária, com foco especial sobre a influência de Schumpeter. Entre os fundadores, está incluso Wolfgang Stolper. Ex-Presidentes incluem Arnold Heertje (1986-88), Frederic M. Scherer (1988-1990), Yuichi Shionoya (1990-1992), Ernst Helmstädter (1992-1994), Gunnar Eliasson (1994-1996), Dennis Mueller (1996-1998), Stanley Metcalfe (1998-2000), Bob Lanzilotti (2000-2002), Franco Malerba (2002-2004), Jena-Luc Gaffard (2004-2006), Maria Fonseca (2006-2008), Esben-Preguiça Anderson (2008-2010), John Foster (2010-2012), Uwe Cantner (2012-2014) . Em 1993, a Sociedade adotou o Journal of Evolutionary Economics, fundada em 1991, como o diário da casa.
Em cooperação com a publicação semanal alemã Wirtschaftswoche, a Sociedade concede o Prêmio Schumpeter .